# Тубинский сельсовет (Красноярский край)
Тубинский сельсовет — сельское поселение в Краснотуранском районе Красноярского края.
Административный центр — село Тубинск.

## Население
| 2010 | 2012  | 2013  | 2014  | 2015  | 2016  | 2017  |
| ---- | ----- | ----- | ----- | ----- | ----- | ----- |
| 1882 | ↘1855 | ↘1834 | ↘1811 | ↘1794 | ↘1779 | ↘1761 |

## Состав сельского поселения
В состав сельского поселения входят 5 населённых пунктов:
| № | Населённый пункт | Тип населённого пункта       | Население |
| - | ---------------- | ---------------------------- | --------- |
| 1 | Галактионово     | село                         | 314       |
| 2 | Джирим           | посёлок                      | 253       |
| 3 | Кедровая         | деревня                      | 209       |
| 4 | Новоивановка     | село                         | 198       |
| 5 | Тубинск          | село, административный центр | 908       |

## Местное самоуправление
Тубинский сельский Совет депутатов
Дата избрания: 14.03.2010. Срок полномочий: 5 лет. Количество депутатов: 10